# Eclipophleps glacialis
Eclipophleps glacialis är en insektsart som beskrevs av Bei-bienko 1933. Eclipophleps glacialis ingår i släktet Eclipophleps och familjen gräshoppor. Inga underarter finns listade i Catalogue of Life.